# Premios Hétores
Los Premios Hétores fueron una entrega de galardones que se realizaban en la ciudad de Medellín, Colombia. Los premios estaba dirigidos a parodias realizadas por estudiantes universitarios, profesionales o con aspiraciones de serlo, en categorías como: Mejor Película o Serie de TV, Musical, Comercial y Doblado. Todos los vídeos nominados en la noche participaban en la categoría: Mejor Vídeo de la Noche.
Los Premios Hétores como tal eran una parodia de las grandes entregas de Premios, todos los asistentes iban con traje de gala, también contaba con invitados especiales como actores, actrices, presentadores, músicos, deportistas, los cuales contribuían con el espectáculo desde la entrada por la alfombra roja hasta la entrega misma de los premios.
Importantes artistas musicales fueron  encargados del show central, entre ellos Carlos Vives, Andrés Cepeda, Cabás, J Balvin Aterciopelados, Bomba Estéreo, etc.

## Origen del nombre
Cuando se originaron los premios, los creadores decidieron otorgarle un nombre que fuera gracioso, entonces pensaron en Hétor, que es una "abreviatura" muy común utilizada en Colombia para el nombre “Héctor”, así se escogió finalmente llamar a los premios como Hétores, directamente como una parodia de los Premios Óscar, que dentro del común es más conocido como "óscares".

## Historia
La Historia de Los Premios Hétores comienza en 1986, cuando un grupo de estudiantes de la Facultad de Comunicación Social de la UPB en Medellín, decidieron hacer una entrega de premios a la generación de estudiantes de 1986. Corría el final de año 1986, y por invitación de la compañera María Adelaida Escobar, fuimos a la finca de ella en Llanogrande para pasar el día de celebrar la primera ceremonia de los premios Hétores, con un excelente resultado. Comenzó el año 87 y junto a mis compañeros de estudio Juan Carlos Greiffestein y César Augusto Calle, nos reunimos un día para presentar el proyecto de los premios Hétores para la materia de Relaciones Públicas. El objetivo era crear unos premios tipo parodia de los premios Oscar con el apoyo de la profesora de Relaciones Públicas, quien le dio vía libre a la primera ceremonia oficial de los premios Hétores. La responsabilidad de Juan Carlos Greiffestein era crear una fiesta con todo lo relacionado con esta, como el salón, venta de trago, mesas, decoración, etc. Por el lado de César Calle, era su responsabilidad crear todo lo relacionado con vídeos, categorías, cámaras, edición, libreto, estatuillas, iluminación, sonido, etc. Para esto contó con la ayuda de Diego Briceño y Diego Romero. El sitio para la primera ceremonia es un salón ubicado en el segundo piso de un salón en la glorieta de San Juan y la Carrera 80. Número de espectadores que asistieron: más de 100 personas. La conclusión: éxito Total.  Para el 88, Juan Carlos Greffestein y César Calle hicieron el evento en el segundo piso de la Bolera Acuarius, ubicada cerca a la Carrera 70, con una asistencia de más de 300 personas. El sitio estaba lleno y todos disfrutaron mucho esa noche. Como anécdota especial, el encargado de la seguridad del evento fue mi cuñado, Jorge Tobón, esposo de mi hermana Gloria Calle. La profesora de Relaciones Públicas sacó la máxima nota por dicho evento. Para el año 89, con el grupo de Villa Finca, un grupo de estudiantes de la UPB, decidieron entregar el evento a Diego Romero, y en compañía de Diego Briceño, tomaron  el evento, no recuerdo el lugar, si alguien recuerda, por favor agregarlo. El resultado fue excelente, al igual que el público, el naciente evento tenía mucho potencial. A la hora de entregar el evento, se lo dieron a Mauricio Munera y otros integrantes de Villa Finca. En 1989 el lugar es el casino de Oficiales de la Cuarta Brigada. La verdad, el evento fue bueno pero la parte de vídeo y el humor de estos vídeos fue regular. Al final, César Calle conversó con Diego Briceño y expresaron su preocupación por la decadencia de los Hétores y no era lo pensado inicialmente, acordaron que para el año 1989 serían organizados por "los Diegos". A una reunión en J&C de la avenida Jardín, Los Diegos llegaron con la idea de realizar los premios por primera vez en el Teatro Metropolitano. César se asustó y pensé que estaban locos. Y le pregunté a Briceño cómo iba a pagar el arriendo de semejante Teatro. Me contestó muy calmadamente: "no se preocupe que hay plata para pagar esto y más". César Calle, confiando en él, el día que salieron las boletas del evento en el Teatro, fuimos a venderlas en los kioscos de la cafetería del bloque de Comunicación Social, se vendieron totalmente en menos de una hora.La plata para pagar el arriendo del teatro estaba lista. Llegó el día del evento, meses y meses de preparación, Diego Romero, encargado de la Fiesta y Diego Briceño y César estaban encargados de la parte visual. Muchas noches sin dormir editando, otras grabando y escribiendo los libretos finales.La edición fue en la Antigua casa de Maya televisión y Tv cable. LLegó el día y todos los equipos de grabación fueron prestados por Veracruz Tv Cable, empresa donde trabajaba César Calle, con un resultado EXCELENTE, el mejor evento de todos. El Teatro lleno, los vídeos excelentes, la fiesta después, excelente, todo fue Grandioso y quedó muy en alto el nombre de la Universidad Pontificia Bolivariana. En los años siguientes el evento quedó en manos de otros estudiantes y subía o bajaba de calidad. Ya para el año 1994, más o menos, Los Diegos, al igual de Mauricio Múnera y César Calle, pedimos Autorización a La UPB, para hacer el evento y crear empresa , respetando los valores de la Universidad, pero la respuesta fue negativa y me exponía a una demanda legal por derechos de autor. Ahí se esfumaron las ganas de hacer un evento para la ciudad y el país.La última vez que fuimos los creadores originales de los Hétores fue en 2006, cuando celebraron los 20 años de existencia, con una ceremonia mediocre en el Palacio de Exposiciones. Y los vídeos...algunos regulares en esa noche, todos nos despedimos de los premios, sabiendo que nunca iban a ser iguales como hace 20 años.

## Participantes
Los participantes realizan uno o varios cortometrajes humorísticos, sin conceptos pornográficos, lenguaje vulgar, sátiras con la religión y discriminación racial, teniendo en cuenta las categorías. La organización publica las fechas en las cuales se hace entrega de los vídeos y así jurados dentro de la organización Premios Hétores escogen los mejores, luego éstos pasan a una etapa de "Nominados", por lo general 5 a cada categoría, y después se da un ganador pero éste sólo se conoce el día de la ceremonia, ya que los jurados invitados a la ceremonia, los seleccionan o premian ese mismo día.

## Premiación
Durante la ceremonia, en cada categoría se muestran los videos nominados y de éstos, sale un ganador, el cual recibe la estatuilla de "hétores" y un Premio especial que cada año depende de la vinculación comercial de los patrocinadores.

## Categorías
- Doblado: (Duración máxima 3 minutos): Doblaje de cualquier pieza o producción audiovisual; sea película, serie de televisión, dibujos animados, documentales, etc.
- Musical: (Duración máxima 3 minutos): Producción audiovisual que parodia un video musical existente. Producción audiovisual de una composición o canción original.
- Comercial: (Duración máxima 1 minuto): Parodia de un comercial existente o creación de un producto ficticio con su comercial original (es indispensable no mencionar los nombres reales de productos comerciales).
- Mejor Película o Serie de Televisión  (Duración máxima 3 minutos): Producción original de cualquier situación de la actualidad, ya sea política, social, cultural, entre otros. Adaptación de un formato audiovisual al humor creativo.
- Vídeo de la noche Esta categoría premia El Mejor Vídeo de la Noche en cuanto al humor y la respuesta del público durante la noche de premiación. Todos los nominados de las distintas categorías participan en esta elección. El jurado deliberará inmediatamente después de que los vídeos sean presentados en su totalidad.

Para conocer los requerimientos técnicos de los vídeos, puedes visitar su sitio oficial.

## Honoris Causa
Desde su creación ha conservado esta "insignia", un galardón que hace reconocimiento a un personaje público que haya contribuido en la difusión del humor en Colombia, entregado a: Roberto Gómez Bolaños, Hernán Peláez, Jota Mario Valencia, Jorge Barón, Fernando González Pacheco entre otros.

## Mejor personaje de Humor Colombiano
En 2012 los Hétores empezaron a premiar a una persona destacada en el medio del Humor, donde el público votó a través de las redes sociales por su favorito, "El mejor personaje de humor en Colombia", la primera ganadora de este galardón fue: Margalida Castro.